# Stretto di Karimata

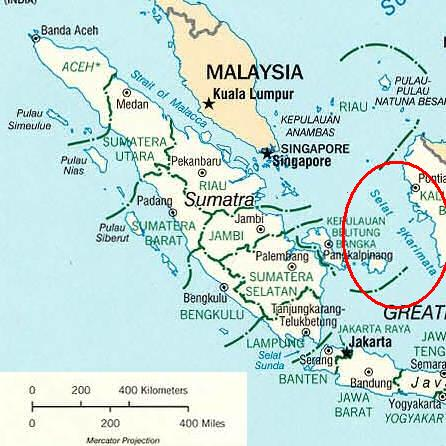

Lo stretto di Karimata è un ampio braccio di mare che collega il mar Cinese Meridionale con il mar di Giava, separando l'isola indonesiana di Belitung dal Borneo.
Lo stretto ha un'ampiezza di circa 207 km dal Borneo all'isola di Belitung. L'isola di Belitung è a sua volta separata ad est dall'isola di Bangka dallo stretto di Gaspar. L'isola di Bangka è molto vicina a Sumatra, da cui è separata dallo stretto di Bangka. L'arcipelago delle isole Karimata è posto nello stretto.